# Иглесиас Туррион, Пабло
Па́бло Мануэ́ль Игле́сиас Туррио́н (исп. Pablo Manuel Iglesias Turrión; род. 17 октября 1978, Мадрид) — испанский писатель, преподаватель политологии в Университете Комплутенсе, телеведущий. В прошлом — лидер партии «Подемос» (2014—2021) и коалиции «Вместе мы можем», второй вице-премьер и министр по социальным правам и повестке 2030 (2020—2021), депутат Европейского парламента (2014—2015), член Конгресса депутатов Испании (2016—2021).

## Биография
Сын историка, в 1970-х годах — активного участника леворадикальной антифранкистской организации «Революционный антифашистский патриотический фронт». Получил имя Пабло в честь основоположника испанского социализма Пабло Иглесиаса Поссе. Пабло Иглесиас получил юридическое и политологическое образование в Университете Комплутенсе, где также в 2008 году получил докторскую степень. Его диссертация посвящена гражданскому неповиновению как форме борьбы с правительством. Стал широко известен как левый интеллектуал благодаря регулярному участию в теледебатах и публицистике.
Придерживается левых политических взглядов, с 14 лет был политически активен, состоял в Союзе молодых коммунистов Испании — молодёжной организации КПИ. С 2001 года участвовал в альтерглобалистском движении.
В январе 2014 года стал соучредителем гражданского движения «Подемос» и возглавил его избирательный список на выборах в Европейский парламент 2014 года.
13 января 2020 года получил портфель министра по социальным правам и повестке 2030 и должность второго вице-премьера во втором кабинете Санчеса. Покинул правительство 31 марта 2021 года для участия в выборах в Ассамблею Мадрида. По результатам выборов в автономном сообществе Мадрид, которые состоялись 4 мая, партия «Подемос» получила 10 из 136 мандатов (7,5 % голосов). После этого лидер «Подемос» ушёл в отставку.

## Личная жизнь
Женат на Ирене Монтеро, министре по вопросам равенства во втором кабинете Санчеса.